# Lultzhausen
Lultzhausen (en luxemburguès: Lëlz; en alemany: Lultzhausen) és una vila i capital de la comuna d'Esch-sur-Sûre situada al districte de Diekirch del cantó de Wiltz. Està a uns 37 km de distància de la ciutat de Luxemburg.

## Història
Lultzhausen era una vila de la comuna de Neunhausen fins a la fusió formal d'aquesta última amb Esch-sur-Sûre l'1 de gener de 2012.